# Travel
Travel – dziesiąty minialbum południowokoreańskiej grupy Mamamoo, wydany 3 listopada 2020 roku przez wytwórnię RBW. Głównym singlem z płyty jest „Aya”. Przed premierą płyty, 20 października, miał swoją premierę utwór „Dingga” (kor. 딩가딩가 (Dingga)).
Sprzedał się w nakładzie 174 646 egzemplarzy w Korei Południowej (stan na luty 2021).
Japońska edycja płyty została wydana przez Victor Entertainment 3 lutego 2021 roku. Minialbum został wydany w dwóch edycjach: regularnej i dwóch  limitowanych. Osiągnął 4 pozycję w rankingu Oricon i pozostawał na liście przez 11 tygodni.

## Lista utworów

### Edycja koreańska
| CD | CD                                            | CD                                    | CD                                 | CD                              | CD      |
| Nr | Tytuł utworu                                  | Tekst                                 | Kompozycja                         | Aranżacja                       | Długość |
| -- | --------------------------------------------- | ------------------------------------- | ---------------------------------- | ------------------------------- | ------- |
| 1. | „Travel”                                      | Kim Do-hoon, Park Woo-sang, Moonbyul  | Kim Do-hoon, Park Woo-sang         | Kim Do-hoon, Park Woo-sang      | 3:32    |
| 2. | „Dingga” (kor. 딩가딩가 ding-gading-ga)       | Kim Do-hoon, Park Woo-sang, Moonbyul  | Kim Do-hoon, Park Woo-sang, Hwasa  | Kim Do-hoon, Park Woo-sang      | 2:59    |
| 3. | „AYA”                                         | Kim Do-hoon, Lee Sang-ho, Moonbyul    | Kim Do-hoon, Lee Sang-ho, Moonbyul | Kim Do-hoon, Lee Sang-ho, Minky | 3:31    |
| 4. | „Chuck” (kor. 척 (Chuck))                     | Kim Do-hoon, TENTEN, Moonbyul         | Kim Do-hoon, TENTEN                | TENTEN                          | 3:17    |
| 5. | „Diamond”                                     | Kim Eana, Park Woo-sang               | Kim Do-hoon, Park Woo-sang         | Kim Do-hoon                     | 2:40    |
| 6. | „Jalja (Good Night)” (kor. 잘자 (Good Night)) | Jeon Da-woon, Coco Tofu Dad, Moonbyul | Jeon Da-woon, Coco Tofu Dad        | Jeon Da-woon, Coco Tofu Dad     | 4:09    |

### Edycja japońska
| CD  | CD                       | CD      |
| Nr  | Tytuł utworu             | Długość |
| --- | ------------------------ | ------- |
| 1.  | „Travel”                 |         |
| 2.  | „Dingga”                 |         |
| 3.  | „AYA”                    |         |
| 4.  | „Chuck”                  |         |
| 5.  | „Diamond”                |         |
| 6.  | „Good Night”             |         |
| 7.  | „WANNA BE MYSELF”        |         |
| 8.  | „AYA -Japanese ver.-”    |         |
| 9.  | „Dingga -Japanese ver.-” |         |
| 10. | „Just Believe In Love”   |         |

## Notowania
| Lista                   | Pozycja |
| ----------------------- | ------- |
| Gaon Weekly Album Chart | 2       |
| Gaon Yearly Album Chart | 50      |
| Five Music (Tajwan)     | 1       |